# Beameromyia cubensis
Beameromyia cubensis är en tvåvingeart som först beskrevs av Jacques-Marie-Frangile Bigot 1857.  Beameromyia cubensis ingår i släktet Beameromyia och familjen rovflugor.
Artens utbredningsområde är Kuba. Inga underarter finns listade i Catalogue of Life.